# Эпиметей
Эпимете́й (др.-греч. Ἐπιμηθεύς, «думающий после», также Эпимефей) — титан, в древнегреческой мифологии сын титана Иапета и Климены (по Аполлодору, Асии), брат титанов Прометея, Атланта и Менетия.
Первый принял от Зевса девушку, сотворённую тем. Эпиметей не послушал совета своего брата-провидца Прометея не принимать от Зевса никаких даров, из боязни мести со стороны Олимпийца, и женился на Пандоре, которая, открыв сосуд, подаренный ей Зевсом, выпустила на свет все людские беды, в нём заключённые.
По мифу Протагора, Эпиметей делил между животными разные способности, но ничего не оставил человеку.
От брака Эпиметея с Пандорой родилась Пирра, супруга Девкалиона. В источниках упоминается и другая его дочь, Метамелея.
Эпиметей стал героем сатировской драмы Софокла «Пандора, или Молотобойцы».